# Tartu Ülikooli Spordihoone
Il Tartu Ülikooli Spordihoone (in italiano: Palazzetto dello sport dell'università di Tartu) è una arena polivalente situata nella città di Tartu.
L'Arena venne aperta nel 1982, e si trova sulla riva sinistra del fiume Emajõgi.